# Elaphidion rotundipenne
Elaphidion rotundipenne är en skalbaggsart som beskrevs av Fisher 1932. Elaphidion rotundipenne ingår i släktet Elaphidion och familjen långhorningar. Inga underarter finns listade i Catalogue of Life.